# ليونغ تشون كيت
ليونغ تشون كيت (الصينية: 梁俊傑) هو لاعب كرة قدم صيني في مركز حراسة المرمى، ولد في 6 يونيو 1980 في ماكاو في الصين. شارك مع منتخب ماكاو لكرة القدم. أما مع النوادي، فقد لعب مع Polícia de Segurança Pública (football) ‏.

## وصلات خارجية
- ليونغ تشون كيت على موقع الاتحاد الدولي (مؤرشف)  (الإنجليزية)
- ليونغ تشون كيت على موقع قاعدة بيانات كرة القدم.إي يو (الإنجليزية)
- ليونغ تشون كيت على موقع ناشيونال فوتبول تيمز (الإنجليزية)
- ليونغ تشون كيت على موقع Soccerway.com (الإنجليزية)